# 인 어 밸리 오브 바이얼런스
인 어 밸리 오브 바이얼런스(In a Valley of Violence)는 미국에서 제작된 티 웨스트 감독의 2016년 서부 영화이다. 에단 호크 등이 주연으로 출연하였고 제이슨 블룸 등이 제작에 참여하였다.

## 출연

### 주연
- 에단 호크
- 존 트라볼타
- 타이사 파미가
- 제임스 랜슨
- 카렌 길런

### 조연
- 토비 허스
- 토미 노힐리
- 래리 페슨덴
- 마이클 데이비스
- 제임스 캐디
- 번 고먼
- K. 해리슨 스위니

## 제작진
- 공동제작: 필립 도우